# バートル (ダンジョンズ&ドラゴンズ)
バートル(Baator)、またの名を九層地獄バートル(Nine Hells of Baator)は、ダンジョンズ&ドラゴンズ ・ファンタジー・ロールプレイングゲームにおいて秩序にして悪の属性を持つ存在の次元界である。これはプレーンスケープ 、グレイホーク 、フォーゴトン・レルム の一部の版、などのキャンペーンセッティングで使用されたダンジョンズ&ドラゴンズ 標準宇宙観を構成する、属性を基にした17の外方次元界の内の1つである。これはまた、第3版において独立したフォーゴトン・レルム の宇宙観における、多数ある信仰に基づいた外方次元界の1つとして、同じ名称で使用された。
バートルは、腹黒い悪と残酷さの次元界として定型化されている。ここに住まう様々な種類のデヴィル達は、カースト制度のような厳格な階層的社会構造に従っている。各々が絶えず裏切りと策略を通じて自分自身の地位を上げようと企てている。アビスのデーモンとは異なり、デヴィルは極めて組織的であり、論理的かつ用意周到な性質を持つ。
この次元界そのものは異なる9つの階層からなり、それぞれ異なる構造を持つがそのいずれも居住に適さぬひどい環境であり、灰と岩の広がる不毛の平原から果てしなく氷に覆われた凍てついた荒れ地まで様々である。

## 出版履歴
九層地獄と呼ばれる次元界が初めて言及されたのは、1977年7月に発売されたドラゴン 誌8号の「諸次元界：D&Dにおける空間、時間の物理的関係性の概念」という記事においてであった。この記事でゲイリー・ガイギャックスは、この次元界は「典型的な下方次元界」の1つである、と述べた。この次元界は、1978年に出版されたアドバンスト・ダンジョンズ&ドラゴンズ第1版のプレイヤーズ・ハンドブック の追補である「既知の存在の諸次元界」で再度言及され、「絶対的に秩序にして悪の九層地獄」と解説された

## 歴史
ドラゴン 誌28号（1979年）に掲載されたアレクサンダー・フォン・ソーン執筆の記事「地獄の政治学」では、地獄が当初いかにしてサタンに支配されたのか、そしてバールゼブルがそれをいかにして奪ったのか、さらにはアスモデウスによっていかにして取って代わられたのか、が解説された。
ドラゴン 誌42号（1980年10月）に掲載されたアーン・アッシュリー・パーカー執筆の記事「支配者達」では先の記事の後追いとして、セルム―サタンの副官であったが、プリンス・オヴ・ポゼッサーズとなり、地獄の様々な政変を通してその地位であり続けた―を詳細に解説した。

## 住人
バートルの支配的な住人はデヴィル、純粋な秩序にして悪の残忍なクリーチャーである。デヴィルの種類の中でも最も多数を占めるのはバーテズゥであり、この次元界を効果的に支配している種族である。デヴィルは、混沌にして悪のデーモンとの流血戦争として知られる、絶え間のない紛争のさなかにある。バートルの究極の支配者は、アークデヴィルとも大公とも呼ばれる九大君主であり、各々がバートルの階層1つずつを絶対的に支配している。現在のバートルの政治情勢は、応報の乱として知られる内戦によって決定づけられた。
デヴィルの他に、バートルはティアマト、カートゥルマクのような悪の神格、ヘル・ハウンド、ファイアー・ジャイアント、ラークシャサ、その他の悪のクリーチャー達の本拠地でもある。死せる運命の者達は、ごく少数だけがバートルの防備堅固な要塞に住まう。
バートルにはまた、数種類の請願者が住まうが、最も一般的なのは魂殻 である。これらは幽霊のような外観をしており、デヴィルによってより恐ろしい、苦悶に歪む形態に作り替えられてしまう。。最終的には、彼らは破壊され、その本質はバートルに融合されてしまう。特に邪悪な請願者は、流血戦争における先鋒役、また他のデヴィル達の従僕の役を務める、精神を持たず、溶けた肉の塊のような形態のレムレーになる。
以前のプレーンスケープ のサプリメントでは、別の種類のクリーチャーであるヌッペリボー は、バーテズゥよりずっと以前からバートルに居住していた古代種族の末裔であるとされていた。発育するままに捨て置かれるなら、ヌッペリボーはこの次元界に湧いた幼虫から自然に成長する。バーテズゥの到来以降、ヌッペリボーの大量発生を防ぐために、幼虫はデヴィル達によってレムレーに作り替えられてきた。
第4版の宇宙観において、九層地獄は未だデヴィル達のたまり場のままである。しかしながら、アスモデウスはバートルに住まう唯一の悪の神であり（ティアマトはタイテリオンの領界をゼヒーアと共有している）、またデヴィル達がその堕落の前からバートルに居住していたこととなったため、ヌッペリボーとその他の古代からのバートル原住生物は存在しない。

## 構造
そのオリジナルの構想において、バートルは空間的に無限であり、9つの階層ないしは亜次元から成り、セレスティアが山を昇っていく配置になっているのとは逆に、暗い穴に降下していくような配列になっている。
D&D 標準宇宙観において、バートルの第1階層であるアヴェルヌスは、両隣の次元界である地獄の戦場アケロンや永遠に荒涼たる苦界ゲヘナと境界を接しており、特定の場所においてバートルとこれらの次元界間の移動が可能である。バートルのポータルは赤みがかった光を放つ巨大な輪の形をしており、アビシャイとアムニズゥに守られている。
フォーゴトン・レルム の宇宙観において、バートルはアストラル界を経由して、主要物質界たるトーリルとつながっている。多数のポータルがバートルと、破滅と絶望の荒野、クランガー、ブラッド・リフトを直接繋いでいる。
バートルは、下向きの円錐に各階層を上から下へ配置したような配列になっており、善属性を持つ上方次元界では階層が進むにつれ上に配置されているのとは対照的である。
第4版においては、バートルの全体構造は有限である。この新たなバートルは惑星のような形状をしており、第2階層以下は地殻内部の大陸サイズの大洞窟であり、各階層は前の階層より深い所に位置する。第1階層アヴェルヌスはこの「惑星」の「地表」であり、第9階層ネッソスは第8階層カニアの下方、惑星の燃える中心核を取り囲む場所に位置する。バートルは苦痛の領域であることに加え、専制の神であるアスモデウスのアストラルの領界を兼ねている。今や現存しない大いなる転輪において定位置を持っていたのとは対照的に、バートルは他の全てのアストラルの領界と同様にアストラル海を果てしなく漂流している。

## 諸階層
バートルには9つの階層が存在する。

### アヴェルヌス
第1階層アヴェルヌスは、瓦礫の散乱した広大な炭化した荒れ地であり、地獄の公爵の鋼鉄の塔が建っている。デヴィルの大軍が、流血戦争における次の戦闘のための絶え間のない準備のために、平原を横切って行軍してゆく。赤い光が空を覆い、巨大な火の玉がこの階層の上空を常に横切っており、命中した場所で手当たり次第に爆発する。血のように赤い空の下、火の玉の爆発は予測不可能である。これらは投獄されている第1階層の前の主であったザリエルの激怒が具現化したものであると言われる。
リブケイジからの門に最も近い場所は、アウトランズからバートルに引き込まれて廃墟となった都市のダークスパインであり、そこでは難民達が都市をアウトランズに戻そうとする試みの間に、バーテズゥの思想警察を避けるための絶望的な努力が為されている。
青銅城 は巨大な要塞都市であり、莫大なデヴィルの軍勢と兵器群を収容している。ここは常に攻撃に対抗して、新たな防御施設が増設され続けている。大公であるベル―貴族の地位に昇進する前は強力なピット・フィーンドであった―は、アヴェルヌスの現在の支配者であり、この地位に就くために前大公であったザリエルを裏切った。彼は青銅城 の中心部に位置する、彼個人の要塞に住まう。
バートルにおける、最も大きな一連のアストラルの導管は蛆虫の穴―蠢く地獄の蛆虫の海―に通じており、その向こう側には高い丘陵と山々の間にドラゴンスポーン・ピッツ・オブ・アズハルルが広がっている。5つの首を持つ悪竜の女神格であるティアマトは、彼女のドラゴンやアビシャイの従僕と共に、次の階層への道を監視している。付近には流血戦争における戦利品の髑髏が1マイル以上の高さに積み上げられた、恐ろしい陸標である髑髏の柱 が存在し、その麓に第2階層への入り口がある。
アヴェルヌスには、コボルドの神格であるカートゥルマクの領地ドローカリ 、ゴブリンの神格であるバルグリバイアクの看板倒れの領地ピーカブル・ランズ （ピーサブルの綴り間違いで、「へいワなくに」程の意）、ドラゴン・クイーンの女神格タキシスの領地地下王国アブサロム 等を含む、いくつかの神格の領地が存在する。暗黒の女王 タキシスに仕えるアビシャイの膨大な軍勢がラリーイング・グランズと、タキシス寺院や上位魔法の塔の近辺を動き回っている。ドローカリに存在する街は丘陵に隠されたフレクスタヴィク、山岳に隠されたニベリン、深い森林に隠されたスンジャールである。カートゥルマクの領地はしばしば、バルグリバイアクに仕えるゴブリン達によって襲撃される。
地獄の階級制度から脱落した多くの唯一無二のデヴィル もまたアヴェルヌスに居住している。「下層デヴィル」として知られるこれらの追放者達は、およそ50名程の大公の元配偶者、元公爵、大公の元臣下、主人の寵愛を失った他の唯一無二のデヴィル達 などである。彼らが他者から召喚されることを妨げるため、名前を剥奪された者も存在する。

### ディス
第2階層ディスは、全体が鋼鉄都市ディスとして知られる、燃えさかる鉄の都に占められている。この都市の建造物の壁や通りの敷石は極度の高熱を放射しており、少し触れただけでもひどい火傷を引き起こす。大公のディスパテルは鉄の塔―上空高く聳えており、ディス内のどこからでも見える（文字通り、地平線上のいかなる方向からも鉄の塔を見ることができる）堅固な要塞―からこの階層を支配している。
ディスの注目に値する特色の1つが神の道 で、多くの建物が建ち並ぶ場所である。その建物の1つ1つが実際に様々な秩序にして悪の諸神格―バートルの別の階層や全く別の次元界に領地を獲得するのに充分なだけの信者を持たない神々―の領地である。自家製の（DMが作成した）秩序にして悪の諸神格は、神の道に領地を持つことが推奨される。
鉄の都ディスは市壁を備えているが、平野から都市内部への移行は感知できない。旅行者が鉄の尾根を越えた瞬間、彼らは途轍もない鉄の市壁に見渡す限り囲まれた都市のまん中にいることに気付かされる。鉄の都に入ることは、そこから出ることに比べ非常に容易である。都から出るには、（存在の諸次元界を移動する手段を持たない限り）厳重に警備されている市門を通過せねばならない。
この都の鉄の市壁や通りは猛烈な高熱で煙っており、熱に対する防護なしでそれらに触れる者を焼き焦がしてしまう。アビシャイ、エリニュス、スピナゴン、レムレーが一般的な居住者であり、魂殻―人型生物であった頃の外見と記憶を維持している請願者であり、大公ディスパテルが虐待するのに丁度よい存在―も同様である。ベゼキラ、コクラコン、ラークシャサ、ハマトゥラもまた、ディスの通りで多数見られる。
鉄の都で最も目立つ建造物はディスパテルの鉄と鉛の塔であり、常に形状を変化させ続けているそびえ立つ大建造物である。通りもまた、常に苛まれ続けている請願者達によって再工事され続けているため常に変化しており、分かり難くさらにはときおり塵芥で塞がっていることもある。
上記の全てにもかかわらず、ディスはバートルにおいて最も人口が多く富んでいる都市であり、この都市の恐ろしい楽しみを試すためにやって来る次元間旅行者達が多数滞在している。
ドルアーガの領地であるレフュージ・オヴ・ザ・フォールンがこの次元界の、市壁からはるか外側に存在する。ディスは時折稲妻の光る緑色の煙った空をもち、概して平地である。黒いよどんだ河川がその平野上で交差している。黒ずんだ未加工の鉄でできた強固な山脚が―天然の構造物である。バートルにあるものは何でも天然なのではあるが―平野に突き出ており、これは旅行者が鉄の都に接近するほど頻繁に出現するようになる。

### ミナウロス
第3階層ミナウロスは、不潔な汚水に満ちた果てしのない沼地である。ミナウロスの気候は酸の雨、肉体を貫くような雹、厳しい強風などから成る。この階層の大部分は荒れ果て痩せ衰えた土壌の陰鬱で広大な沼地であり、汚物と水溜まりが散在している。暗くて陰鬱な霧の中を通過する者は、しばしば不潔な雨水に浸かった多数の死体に遭遇する。この地のもう1つの恐ろしい特徴が「獄房」である。それは2～3フィートの深さの水で満たされた大きな浅い穴である。獄房の底に沈められた大きな石に繋がれた鎖と手枷にかかった侵入者その他は、マモンの手下であるバーブド・デヴィルの歩哨によって囚われるであろう。手枷に囚われた者達は拷問あるいは尋問のために連れ去られない限り、低体温症か飢餓で死亡するまで冷たく悪臭を放つ水の中で立ち続けるか座り続けることを強いられる。バーブド・デヴィル達は時折楽しみのための狩猟の標的として捕虜を逃がすが、幸運な者は逃走に成功することもある。
巨大な石造都市、ミナウロスの沈みゆく街 はその重量故に常にぬるぬるした水の中に沈降し続けているためそう呼ばれ、幾千もの奴隷達の果てしのない努力のみがそれをかろうじて食い止めている。この都市は火山地帯の中心にあるぬかるんだ盆地に位置しており、別の次元界―恐らくは主要物質界の世界―から収集された黒い石によって建造されており、この階層を満たしている汚らしい泥に永遠に沈み続ける巨大な柱の上に載っている。この都市の下にはかつてアウトランズに属していた、無尽蔵の財宝に満ちた街の廃墟が沈んでいると言われる。ミナウロスの悪臭漂う沼の上に金属の鎖で吊り下げられたキュトンの街は金属打ち鳴らさるる街、鎖の街 と呼ばれる。
大公マモンはミナウロスの支配者であり、人型で腰から下が長い大蛇のような形状をしている。彼は沈みゆく街の中央に位置する、金で造られた巨大な霊廟のような建造物においてこの階層を統治している。
女神ヘカテーの2番目の領地であるアイアイア はミナウロスに存在する。

### プレゲトス
第4階層プレゲトスは活火山、火山灰の丘、吹き出す炎、溶岩流、煙の噴出する穴、凄まじい魔法による火の破片の雨、灼けた砂に満ちた灼熱の荒野である。フィアーナ閣下と大公ベリアルがこの階層の支配者である。極端な高熱に対する適切な保護なしにこの階層に長期間滞在できる者は多くはない。首都である要塞都市アブリモク は火山のカルデラの中に冷えて堅くなったマグマを使用して建造されており、プレゲトスの野外よりはいくぶん過ごしやすい。部外者には非寛容であるが、第4階層の支配者フィアーナの重要な同盟者達はこの社会の中で地位ある者として扱われる。ピット・フィーンドのガズラはハマトゥラ達の指揮官であり、この都市内の水晶の宮殿に住まう。フィアーナとベリアルはこの都市内の片側に高くそびえる純粋な黒曜石で建造された宮殿に住まう。
プレゲトスの大地は常に非常に熱い。この事実と、バーブド・デヴィルの哨戒隊がいるため、多くの侵入者は常に移動をし続ける。弱い地震は日常的であり、地面からいきなり溶岩が噴出したり、前兆なく地割れが起こるのは特に異常なことではない。プレゲトスの空は暗く、星のない虚無であるが、常に噴出する幾多の火炎がゴツゴツした景観に気味の悪い照明を与えている。
液状の火の流れる河が少なくとも2つの大きな湖―そこでは炎が最も明るく燃えている―から流れ出ている。この火のような「水」には、この次元界の支配者によって遠い過去に奴隷とするために他の次元界から持ち込まれた多数のサラマンダーが棲んでいる。サラマンダーが命令を受け付けない傾向があることを考慮すればこれはうまくはいかず、大部分はベリアルの使用人と家臣によって殺された。逃げ出した生き残りのほとんどはベリアルの魔法によってプレゲトスに縛り付けられており、多人数のバーテズゥの集団は避け、ただ1人で火の河に近づく不注意な者を捕食して生き延びている。
炎の穴はバートルの根源的なエネルギーによって燃え沸き立つ、灼熱の汚物の海である。9つの階層全体のバーテズゥに対する昇進や罰のための地である。数千のオシュルス達が、ここが濫用されないよう監視している。
プレゲトスで最も多く見られる居住者はバーブド・デヴィルであるが、他のバーテズゥも同様にここに棲んでいる。
アブリモクの彼方の燃える平原には、シュメールの女神であるイナンナが、ジェラス・ハート と呼ばれる領地に住まう。

### ステュギア
第5階層ステュギアは、ステュクス河が流入する陰鬱な大洋に占められた、氷と冷気の階層である。氷層の表面は冷たい湿地に覆われている。暗い空はいつも雷嵐に覆われており、氷層は奇妙な冷たい炎によって照らされているかもしれない。氷の街タントリン は、ステュクス河上の流氷に築かれており、大きな港を備え、巨大なピット・フィーンドに支配されている。あらゆる種類の法治機関が存在しないため、この都市の多くの部分はギャングによって運営されている。
大公レヴィストゥスは、アスモデウスを裏切ったことに対する罰として大洋に浮かぶ巨大な氷山の中に凍り漬け状態で幽閉されたまま、この階層を統治している。何世紀もの間、彼の領地はアスモデウスによってフィーンドのゲリュオンに譲渡された。ゲリュオンは最近、やはりアスモデウスによって失脚させられ、レヴィストゥスは大公に復帰したが、氷山には封じ込められたままである。
この階層に存在する神格の領地は、サフアグンの神格であるセコラの領地シェイルースク 、セトの領地アンクウガト である。
この階層のバーテズゥはアムニズゥ、オシュルス、コルヌゴンが主なものである。水中には巨大なタコ、サメ、イカ、クジラ、サフアグン、スキュラなどが棲息する。
現在コールドスティール要塞に住まうゲリュオンにも、未だ若干の者達が仕えている。そこで彼は崇拝者であるミノタウロスと共に黙考し、復讐のことを考えているが、まだ彼の復帰の鍵を握るネッソス大公の支持を取り付けようと手を尽くしている。彼の勧誘の試みは狼頭の公爵アモンに対しても行われているが、一部の者はアモンがそれほど忠実ではなく、きっとレヴィストゥスに仕えるであろうと主張する。
氷の下にはサフアグンの神格であるセコラの領地であるシェイルースクが存在する。別の流氷上にはクリーシャ（セリリアの女神格）の領地であるステッドファスト・チルが存在する。
アンクウガトはセトの領地である。セトは砂漠の暗黒の支配者にして、大蛇、ジャッカル、暗殺者、野生生物の君主である。彼の領地の下には黒い水が流れているが、その表面は暑く乾燥したペリオンの砂漠である。ネフティスの領地を良く知る者は、アンクウガトをその捻じれた鏡像として見るであろう。セトとネフティスが別れた時、セトは苦悩を忘れるためにステュギアにやって来た。おそらくかつてはステュギア全体がアンクウガトのようであった。そしてセトが好き勝手に振る舞うなら再びそうなるであろう。一部の者は、セトが狂っており、この階層を好きなように変えてしまうか、あるいは彼の領地をバートルとアケロンの間に新たな外方次元界として作り出すことさえ望んでいる、と主張する。別の者は、彼はただ仲違いした元の妻ネフティスとの再会を望んでいるだけであり、狂っているのは彼の好意を得ようとするバーテズゥの方だと述べる。一般にはセトとレヴィストゥスは決着に向かっている、と言われる。九大君主の意思は自分の階層においては絶対のはずであるが、セトはラーの好意を受けており、さらにはレヴィストゥスは氷の中に拘束されたままなのである。

### マーレボルジェ
第6階層マーレボルジェは元来、岩の斜面が果てしなく続く世界であり、岩崩れと巨礫のなだれが日常的に起こっていた。銅で造られた多数の要塞が、このなだれからの幾ばくかの避難所となっていた。かつてはモロクに支配されていたが、彼は応報の乱の後に失脚させられ、ハグ女伯爵マラガールデに取って代わられた。しかしマラガールデの支配は短期間で終わった。彼女の身体はある日突然どこまでも膨張して崩壊し、この階層全体は文字通り彼女の死体の残骸で構成されることとなった。そして現在、マーレボルジェはアスモデウスの娘、グラシアが支配している。今やこの階層はハグ女伯爵の骨肉で構成されており、生きている。
「圧倒的な地」として、マーレボルジェは悪臭を放つ蒸気、煙、黒い石と灰、炎の噴出する穴、古バートリアンの潜む洞穴と大洞窟で満たされた岩だらけの環境であった。空気は熱く息苦しく、階層全体が険しい傾斜であり平地は存在しなかった。岩崩れと巨礫のなだれと同様に、転落は不変の脅威であった。
第6階層は地獄の他のいかなる階層よりも多くの支配者の入れ替わりがあったことが知られている。マーレボルジェの最古の支配者はアークデヴィルのベヘリット（配偶者のバトナと共に）であったが、部下のデヴィル達の昇進に関する規則に違反したため、アスモデウスによって滅ぼされた。その後この階層はバールゼブルによって、彼の代官であるモロクを介して支配された。モロクが応報の乱の後にアスモデウスに反抗した時彼はアヴェルヌスに追放され、他方第6階層の統治権はモロクの愛人であったハグ女伯爵マラガールデに渡された。しかしながらマラガールデは、アスモデウスの娘であり現在の第6階層の支配者であるグラシアによって退けられたため、彼女の治世はごく短命であった。魔物の書II によると、グラシアはハグ女伯爵の死体をマーレボルジェを造り替えるために使用した。そのため、バートルの第6階層は実のところハグ女伯爵の内臓と骨によって構成されていると言っても過言ではない。女伯爵は肉体的には死亡しているが、彼女の生命の本質は未だマーレボルジェに残っている。彼女の喉の残骸からできたトンネルは、軽く呼吸しているかのように膨張と収縮を繰り返している。
マーレボルジェは現在苦悩するレムレー、コルヌゴン、スピナゴンが多く居住する騒々しい場所である。この階層の下級デヴィルの多くは四肢のうち1本の一部または全体を失っているか、あるいはある種の外観上の損傷または疾患を被っている。これはかつてこの階層をバールゼブルとモロクが支配していたことの証しである―両者とも臣民を拷問することを楽しんでいた。
この階層の貴族はかつて、最悪の岩石崩落を防ぐのに役立つ装甲を備えた、銅製の要塞に居住していた。ハグ女伯爵はかつて臣民達の上品さを確認するために、変装してこれらの要塞を巡った。彼女は愚かな蛮行を嫌悪しており、そのような行為を犯す者達を滅ぼした。
ハグ女伯爵の死亡後、ごくわずかの貴族だけが裏切ってグラシアについたため粛正されず、今やこの地獄の王女と共にマラガールデの頭蓋骨から形成されたグロテスクな5階建ての宮殿に居住している。
ダンジョンズ&ドラゴンズ 第4版ではマーレボルジェの歴史は多くがそのまま維持されている。マーレボルジェの住人はバーブド・デヴィル、カンビオン、チェイン・デヴィル、レギオン・デヴィルの熟練兵、サキュバスなどである。ヘルワスプ・デヴィル―流血戦争の間にグラシアによって買収されたメゾデーモン―はグラシアの歓喜の庭園に巣を構えている。

### マラドミニ
バートルの第7階層マラドミニは廃墟の広がる地獄である。この階層の自然は全てが外観が損なわれ、破壊され、剥ぎ取られて、露天掘鉱山、採石場、保守の足りない道と橋、溶岩の河、鉱滓の山、荒廃した都市、汚染された運河、炉、鉱山になっており、悪臭を放つ蒸気や振動に満ちている。請願者と他の難民が廃墟に隠れ住んでいる。地下にはバーテズゥより前からこの階層に棲んでいた古バートリアンが未だ潜んでいる。
大公であるバールゼブル―蝿の王―がこの階層を支配している。彼は自分の諸都市に決して満足しておらず、ごく小さな目立たない不備を理由にして常に破壊と再建設を要求する。まさに完璧を期すためならば、彼は自分の階層全体―それがたとえバートル全体であろうとも―を破壊しようとも断行するであろう。
残存している重要な都市は以下の通りである。裏切りと外交の都市でありエリニュス貴族の「言葉をねじ曲げる者」ミスデムンによって運営されている都市グレンポリ。リレントレスと呼ばれる要塞。バールゼブルの宮殿のある黒い尖塔連なる都市マラガールド。

### カニア
地獄の第8階層カニア（あるいはカイナ）は想像を絶するほど寒冷な不毛地帯であり、冷気に耐性のない生物は屋外では短時間しか生存できない。巨大な、流れの異常に速い氷河がこの階層の周囲の山に衝突し、雪と氷を空に巻き上げている。そこは極度の凍てつく寒気に支配されており、この階層から歓迎されない、ほとんどあらゆる存在にとって極度に不適な環境である。ここはバーテズゥであるゲルゴンの本拠地である。
この階層はメフィストフェレスが彼のメフィスタール 大要塞において統治している。この要塞はナルグスと呼ばれる巨大な氷河―その流れはメフィストフェレスによって制御されている―の上に鎮座している。メフィスタール要塞の内部は巨大な温浴槽と火によって暖められており、なかなかの快適な環境を提供している。
巨大な失われた諸都市や凍結した生物の大群のような多くのものが、カニアの氷層の下には隠されている。ネッソスに通じる主要なポータルは9999体のゲルゴンに守備された、ぽっかりと開いた穴である。目もくらむほど深い穴の底には冷たい大水域があり、1001ファゾム(水深およそ1,800m)下にマルシームにつながっている銀色のポータルが存在する。

### ネッソス
ネッソスは第9階層かつバートルの最深層である。ここは事実上果てしない深さの穴と峡谷の占める地である。マルシーム大要塞はカニアとネッソスをつなぐポータルの下に建っており、全外方次元界で最大の要塞である。ここでアスモデウスはバートル全体、すなわちデヴィルの種族全体を支配している。
ネッソスの平原は最も深い海溝よりも更に深い峡谷によって分断されている。多くの峡谷は全長数千マイルにも達し、互いに複雑に交差しあっている。峡谷の多くは自然に形成されたように思えるが、いくつかのものは切り出されるか爆破されて形成されたように見える。噂によると、ステュクス河の支流があちこちを流れており、峡谷に流れ落ち、階層の向こう側にしたたり落ちていると言われている。それが存在するとして、その場所を知る者はいない。
カニアとネッソスの結合地点の下には信じ難い深さと幅をもつ裂け目が横たわっている。地獄の要塞マルシームは、この裂け目の暗がりから優雅に、悪魔のような美しさで浮上している。地獄の大君主アスモデウスは、ここからバートル全体を支配している。
第4版では、ネッソスの状況は完全に改訂された。ネッソスはバートルの核を取り巻いている球形の大洞窟となった。第9階層のデヴィル達は、ネッソスの「床」に生じたクレバスや鍾乳石から突き出た鉄の要塞に居住している。マルシームは巨大な火山の噴火口から直接突き出ている。ネッソスはブレイズン・デヴィル（マルシームの警備隊）、ファイアーブレッド・ヘル・ハウンド（アスモデウスのペット）、ストーム・デヴィル、リージョン・デヴィル、ピット・フィーンド（地獄の貴族階級）、ウォー・デヴィルなどが居住している。

## 創作起源
バートルの地形は、概してダンテ・アリギエーリの神曲 で描写された地獄を題材にしているが、バートルの階層名はダンテの描写した地獄の領域とは大いに異なり、アレンジされている。外方次元界のセレスティアは同じく、大まかに、ダンテの描写した天国、煉獄に触発されて創作された。